# Darevskis Kreuzotter
Darevskis Kreuzotter (Vipera darevskii), auch Darevski-Kreuzotter oder Darevskis Kaukasusotter, ist eine Art der Echten Ottern (Vipera) innerhalb der Vipern (Viperidae). Ihre Verbreitung ist auf das Dschawacheti-Bergmassiv im Grenzgebiet Armeniens beschränkt. Der wissenschaftliche Name ehrt den russischen Zoologen Ilja Sergejewitsch Darewski (* 1925).

## Merkmale
Darevskis Kreuzotter ist eine sehr kleine Art der Gattung und erreicht eine durchschnittliche Länge von etwa 26 bis 48 cm, wobei die Weibchen größer sind als die Männchen. Die Grundfarbe ist gelblich bis graugelb mit einer Rückenzeichnung aus einem breiten und recht einheitlichen Zickzackband. Die Körperseiten besitzen dunkle Flecken, die miteinander verschmelzen können. Melanistische Individuen sind nicht bekannt. Der Bauch ist dunkelgrau mit schwarzen Sprenkeln. Die Oberseite des Kopfes ist dunkel, im Nacken befinden sich zwei halbmondförmige Bandstreifen, und über die Augen zieht sich ein dunkles Schläfenband.
Der Kopf ist schmal und etwas vom Rest des Körpers abgesetzt. Darevskis Kreuzotter hat die für Vipern typischen vertikal geschlitzten Pupillen. Auf der Kopfoberseite sind das Frontale, die Parietalia und die Überaugenschilde groß ausgebildet, können aber auch geteilt sein. Die übrigen Schilde sind in kleine Einzelschuppen aufgelöst. Der Überaugenschild bildet zum Hinterkopf eine scharfe Kante, während die Schnauzenregion abgerundet ist. Das Nasenloch befindet sich im unteren Bereich der Nasale. Unterhalb der Augen befindet sich eine Reihe von Unteraugenschilden (Subocularia), darunter liegen 9 bis 10 Oberlippenschilde (Supralabialia). Die Körperschuppen sind gekielt. Um die Körpermitte liegen meistens 19 bis 21 Schuppenreihen. Die Unterschwanzschilde (Subcaudalia) sind wie bei allen Arten der Gattung geteilt.

## Verbreitung und Lebensraum

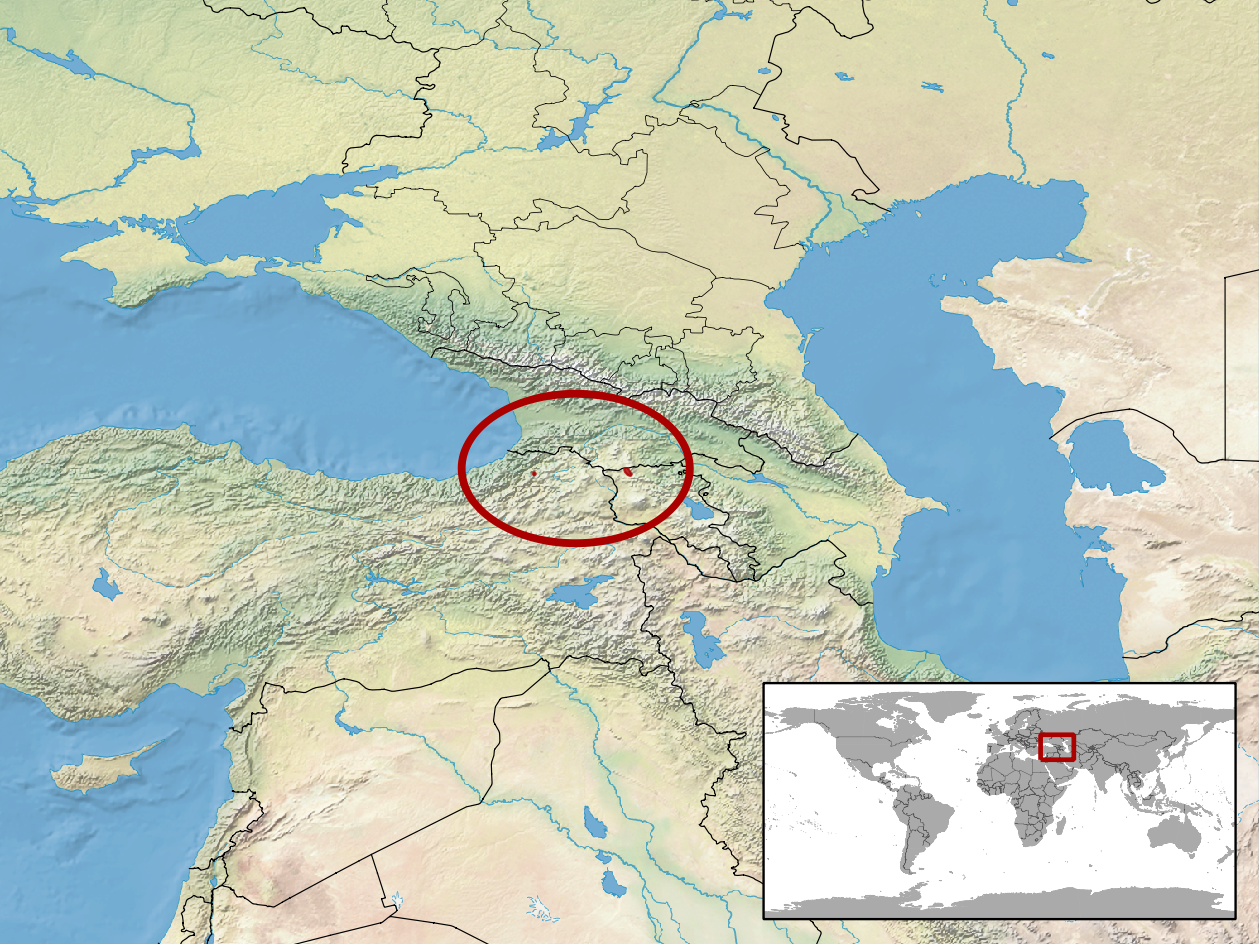
Verbreitungsgebiet

Die Westliche Kaukasusotter war nur vom Dschawacheti-Bergmassiv im Grenzgebiet Armeniens zu Georgien bekannt. Erst 2005 wurde auch in der Provinz Artvin im Nordosten der Türkei Populationen entdeckt. Als Lebensraum bevorzugen die Tiere subalpine Bergwiesen und steinige Moränen in Höhenlagen zwischen 2.500 und 3.000 Metern.

## Lebensweise
Über die Lebensweise von Darevskis Kreuzotter liegen kaum Daten vor, darin ähnelt sie wahrscheinlich der Kaukasusotter (V. kaznakovi). Sie ist entsprechend wahrscheinlich überwiegend tagaktiv und lebt eher versteckt. Die Winterruhe dauert bei dieser Art sechs bis sieben Monate. Sie ernährt sich wahrscheinlich vor allem von Kleinsäugern wie Mäusen und Ratten sowie von Eidechsen und jungen Vögeln, die sie durch einen Giftbiss tötet.
Die Schlange ist lebendgebärend (ovovivipar). Als vermutete Paarungszeit wird aufgrund der Hochlagen der April bis Mai angenommen.

## Schlangengift
Das Gift von Darevskis Kreuzotter ist wie das aller Vipera-Arten hämotoxisch, eine ärztliche Behandlung mit einem adäquaten Antivenin ist notwendig.

## Gefährdung
Die einzelnen Populationen der Art sind klein und verstreut. Da der gesamte bekannte Verbreitungsraum wahrscheinlich kleiner als 100 Quadratkilometer ist, wobei sich der tatsächliche Lebensraum auf weniger als 10 Quadratkilometer beschränkt und überweidet wird, wird die Art als vom Aussterben bedroht auf der Roten Liste des IUCN geführt.